# منصور امیرآصفی
منصور امیرآصفی (زاده ۱۶ تیر ۱۳۱۲ در تهران – درگذشته ۱۵ اسفند ۱۳۸۸ در تهران) بازیکن و مربی فوتبال اهل ایران بود که استعدادهای بسیاری کشف کرد. خودش از سال ۱۳۳۰ زیر نظر علی الهی در باشگاه شرق توپ زدن را تجربه کرد تا بعدها علی پروین، پرویز قلیچ‌خانی، عزت جانملکی و ... را به فوتبال ایران معرفی کند.
امیرآصفی سابقه بازی در باشگاه‌های کیان تهران، آرارات تهران و پرسپولیس تهران را به عنوان مدافع داشت و در سال ۱۹۵۸ به عنوان کاپیتان تیم ملی فوتبال ایران در بازی‌های آسیایی توکیو شرکت کرده بود.
وی در دوره‌ای ریاست هیئت فوتبال استان تهران را برعهده داشته و در سال ۱۳۵۶ نیز به عنوان سرمربی تیم فوتبال پرسپولیس فعالیت کرده‌است. او بازنشسته بانک رهنی سابق، بانک مسکن فعلی بوده است.

## درگذشت
امیرآصفی صبح روز شنبه ۱۵ اسفند ۱۳۸۸ به‌علت سرطان درگذشت.